# Duttweiler
Duttweiler ist ein pfälzisches Winzerdorf und seit 1974 ein Ortsteil der kreisfreien Stadt Neustadt an der Weinstraße (Rheinland-Pfalz). Einschließlich der Zweitwohnsitze hat es etwa 1000 Einwohner.

## Geographie

### Lage
Der Ortsteil liegt auf etwa 120 m im westlichen Teil der Rheinebene innerhalb des Gäu etwa 7 km südöstlich der Kernstadt. Zu Duttweiler gehört außerdem die Gemarkung Benzenloch mit dem Haßlocher Wasserwerk. Unmittelbar am West- und am Südrand der Ortsgemarkung verläuft die Grenze zwischen der Stadt Neustadt und dem Landkreis Südliche Weinstraße.

### Gewässer
Südlich der Wohnbebauung fließt von West nach Ost der Kropsbach, der sein Wasser zum Speyerbach schickt, einem linken Nebenfluss des Rheins. Links parallel zum Kropsbach verläuft der Neubach – früher auch als Schlossgraben bezeichnet –, der im Westen der Gemeinde vom Kropsbach abgeleitet und im Osten wieder zurückgeführt wird.

### Nachbargemeinden
Nachbargemeinden sind von Norden aus im Uhrzeigersinn die weiteren Neustadter Ortsteile Lachen-Speyerdorf und Geinsheim sowie die Ortsgemeinden Altdorf und Kirrweiler im Landkreis Südliche Weinstraße.

## Geschichte
Das Dorf wurde erstmals 965 als Dudenwilre urkundlich erwähnt, was „Weiler des Dudo“ bedeutet. Bis Ende des 18. Jahrhunderts gehörte der Ort zur Kurpfalz. Von 1798 bis 1814, als die Pfalz Teil der Französischen Republik (bis 1804) und anschließend Teil des Napoleonischen Kaiserreichs war, war Duttweiler in den Kanton Neustadt (Donnersberg) eingegliedert und besaß eine eigene Mairie.  1815 wurde der Ort Österreich zugeschlagen. Bereits ein Jahr später wechselte der Ort wie die gesamte Pfalz in das Königreich Bayern. Von 1817 bis 1862 gehörte die Gemeinde dem Landkommissariat Neustadt an; aus diesem ging das Bezirksamt Neustadt hervor.
Ab 1939 war Duttweiler Bestandteil des Landkreises Neustadt an der Weinstraße. Nach dem Zweiten Weltkrieg wurde der Ort innerhalb der französischen Besatzungszone Teil des Regierungsbezirks Pfalz im damals neu gebildeten Land Rheinland-Pfalz. Im Zuge der ersten rheinland-pfälzischen Verwaltungsreform wurde Duttweiler am 7. Juni 1969 dem neu geschaffenen Landkreis Bad Dürkheim zugeordnet. Dort bildete der Ort eine Exklave. Am 16. März 1974 erfolgte aus diesem Grund die Eingemeindung nach Neustadt.

## Einwohnerentwicklung
| Einwohnerentwicklung von Duttweiler ab 1605 | Einwohnerentwicklung von Duttweiler ab 1605 | Einwohnerentwicklung von Duttweiler ab 1605 | Einwohnerentwicklung von Duttweiler ab 1605 | Einwohnerentwicklung von Duttweiler ab 1605 | Einwohnerentwicklung von Duttweiler ab 1605 | Einwohnerentwicklung von Duttweiler ab 1605 | Einwohnerentwicklung von Duttweiler ab 1605 | Einwohnerentwicklung von Duttweiler ab 1605 | Einwohnerentwicklung von Duttweiler ab 1605 | Einwohnerentwicklung von Duttweiler ab 1605 | Einwohnerentwicklung von Duttweiler ab 1605 | Einwohnerentwicklung von Duttweiler ab 1605 | Einwohnerentwicklung von Duttweiler ab 1605 | Einwohnerentwicklung von Duttweiler ab 1605 | Einwohnerentwicklung von Duttweiler ab 1605 | Einwohnerentwicklung von Duttweiler ab 1605 | Einwohnerentwicklung von Duttweiler ab 1605 | Einwohnerentwicklung von Duttweiler ab 1605 | Einwohnerentwicklung von Duttweiler ab 1605 |
| Jahr                                        | Einwohner                                   |                                             | Jahr                                        | Einwohner                                   |                                             | Jahr                                        | Einwohner                                   |                                             | Jahr                                        | Einwohner                                   |                                             | Jahr                                        | Einwohner                                   |                                             | Jahr                                        | Einwohner                                   |                                             | Jahr                                        | Einwohner                                   |
| ------------------------------------------- | ------------------------------------------- | ------------------------------------------- | ------------------------------------------- | ------------------------------------------- | ------------------------------------------- | ------------------------------------------- | ------------------------------------------- | ------------------------------------------- | ------------------------------------------- | ------------------------------------------- | ------------------------------------------- | ------------------------------------------- | ------------------------------------------- | ------------------------------------------- | ------------------------------------------- | ------------------------------------------- | ------------------------------------------- | ------------------------------------------- | ------------------------------------------- |
| 1605                                        | ~100                                        |                                             | 1801                                        | 411                                         |                                             | 1925                                        | 702                                         |                                             | 1960                                        | 813                                         |                                             | 1998                                        | 924                                         |                                             | 2011                                        | 957                                         |                                             | 2015                                        | 979                                         |
| 1624                                        | ~80                                         |                                             | 1815                                        | 500                                         |                                             | 1933                                        | 710                                         |                                             | 1964                                        | 814                                         |                                             | 1999                                        | 914                                         |                                             | 2012                                        | 945                                         |                                             | 2016                                        | 1002                                        |
| 1775                                        | 275                                         |                                             | 1836                                        | 663                                         |                                             | 1939                                        | 706                                         |                                             | 1965                                        | 848                                         |                                             | 2002                                        | 972                                         |                                             | 2013                                        | 968                                         |                                             | 2017                                        | 995                                         |
| 1785                                        | 381                                         |                                             | 1916                                        | 636                                         |                                             | 1950                                        | 721                                         |                                             | 1974                                        | 931                                         |                                             | 2008                                        | 1002                                        |                                             | 2014                                        | 979                                         |                                             | 2018                                        | 993                                         |

Der 1624 verzeichnete Bevölkerungsschwund um etwa 20 % ist mit dem Dreißigjährigen Krieg zu erklären, der Anfang der 1620er Jahre vor allem auf kurpfälzischem Gebiet ausgetragen wurde. Dabei fiel ein Teil der Bevölkerung Kriegshandlungen oder Seuchen zum Opfer oder musste wegen der schweren Verwüstungen auswandern.

## Politik

### Ortsbeirat

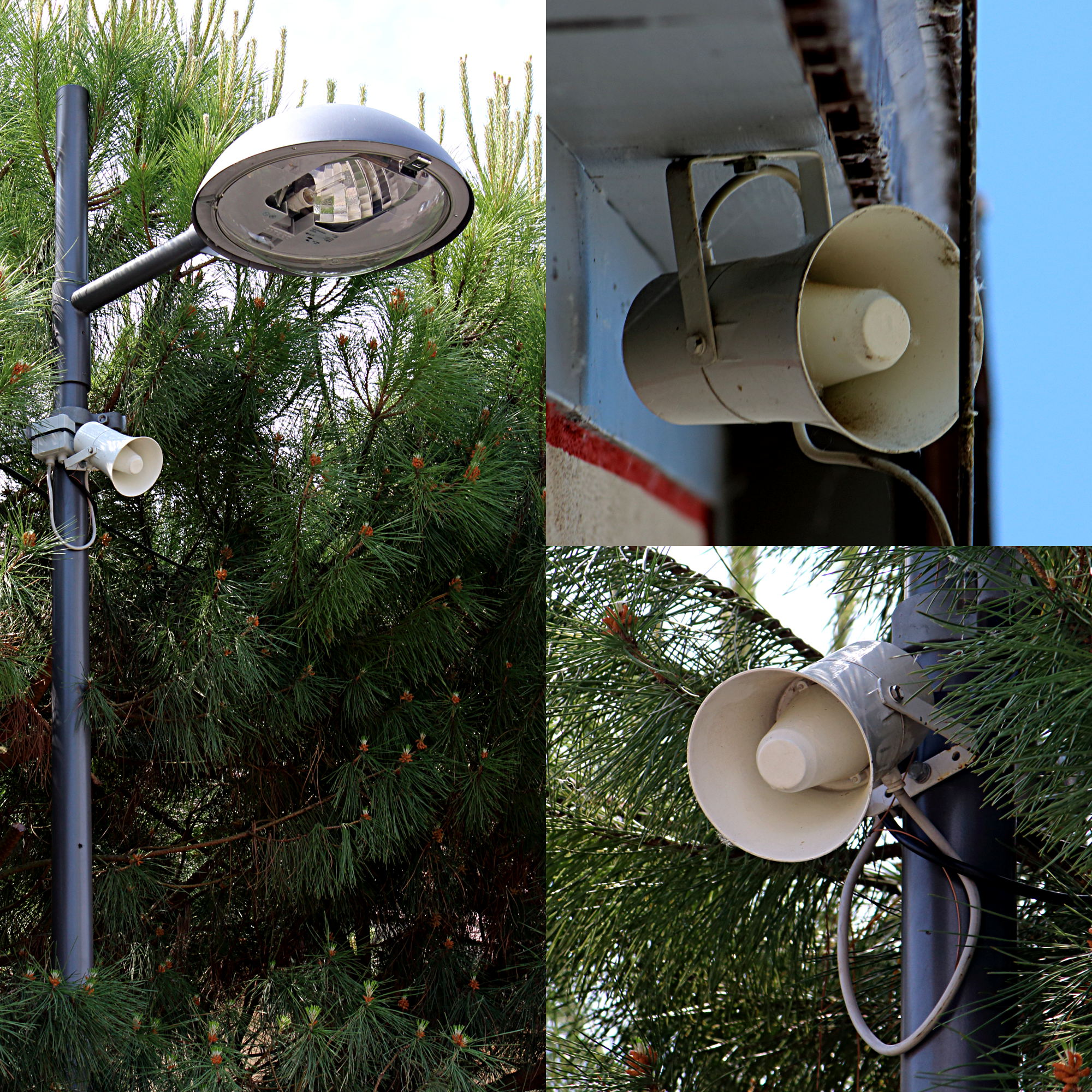
Ortsrufanlage

Für den Stadtteil Duttweiler wurde ein Ortsbezirk gebildet. Dem Ortsbeirat gehören neun Beiratsmitglieder an, den Vorsitz im Ortsbeirat führt der direkt gewählte Ortsvorsteher.
Die Zusammensetzung des Ortsbeirats geht aus den Ergebnissen der Kommunalwahlen in Neustadt an der Weinstraße hervor.

### Ortsvorsteher
Ortsvorsteher ist Kay Lützel. Bei der Direktwahl am 26. Mai 2019 wurde er mit einem Stimmenanteil von 85,02 % gewählt und ist damit Nachfolger von Gerhard Syring-Lingenfelder, der nicht erneut angetreten war. Bei der Kommunalwahl am 9. Juni 2024 wurde Lützel als einziger Bewerber mit einem Stimmenanteil von 87,8 % für weitere fünf Jahre in seinem Amt bestätigt.

### Ortsrufanlage
Im Jahre 1959 wurde eine Ortsrufanlage installiert, ein akustisches Informationsmedium, das im 21. Jahrhundert kaum noch gebräuchlich ist. Mithilfe von 60 Lautsprechern kann die Ortsverwaltung, deren Büro im ehemaligen Schulhaus untergebracht ist, die Einwohner erreichen und Neuigkeiten, Termine u. ä. bekanntgeben.

### Wappen
| Wappen von Duttweiler | Blasonierung: „Von Blau und Schwarz gespalten, rechts ein linksgewendeter rotbewehrter und -bezungter silberner Löwe, links eine silberne Raute.“ |
| Wappen von Duttweiler | |

### Partnerschaften
Seit September 1959 wird eine Gemeindepartnerschaft mit Dudweiler gepflegt, das 1974 ein Stadtteil der saarländischen Landeshauptstadt Saarbrücken wurde. Patenschaften bestehen mit Hockenheim in Nordbaden und Pfungstadt in Südhessen.

## Sehenswürdigkeiten und Kultur

### Kulturdenkmäler
Zwölf Objekte im Ortsbereich stehen unter Denkmalschutz.
Die Kirche St. Michael besitzt als ältesten Teil einen Chorturm, der aus dem 13. Jahrhundert stammt. Das Kirchenschiff als neugotischer Saalbau aus Sandsteinquadern wurde von Architekt Franz Schöberl aus Speyer geplant und in den Jahren 1877 sowie 1878 errichtet. Im Jahr 2006 wurde die Kapelle im Turm renoviert, das Kirchenschiff folgte 2009.
Der Wasserturm aus dem Jahr 1929 hat eine Höhe von 44 m und ein Fassungsvermögen von 1000 m³.

### Natur
Einziges Naturdenkmal ist der Gesundbrunnen, eine Naturquelle südwestlich des Siedlungsgebiets.

Fotos
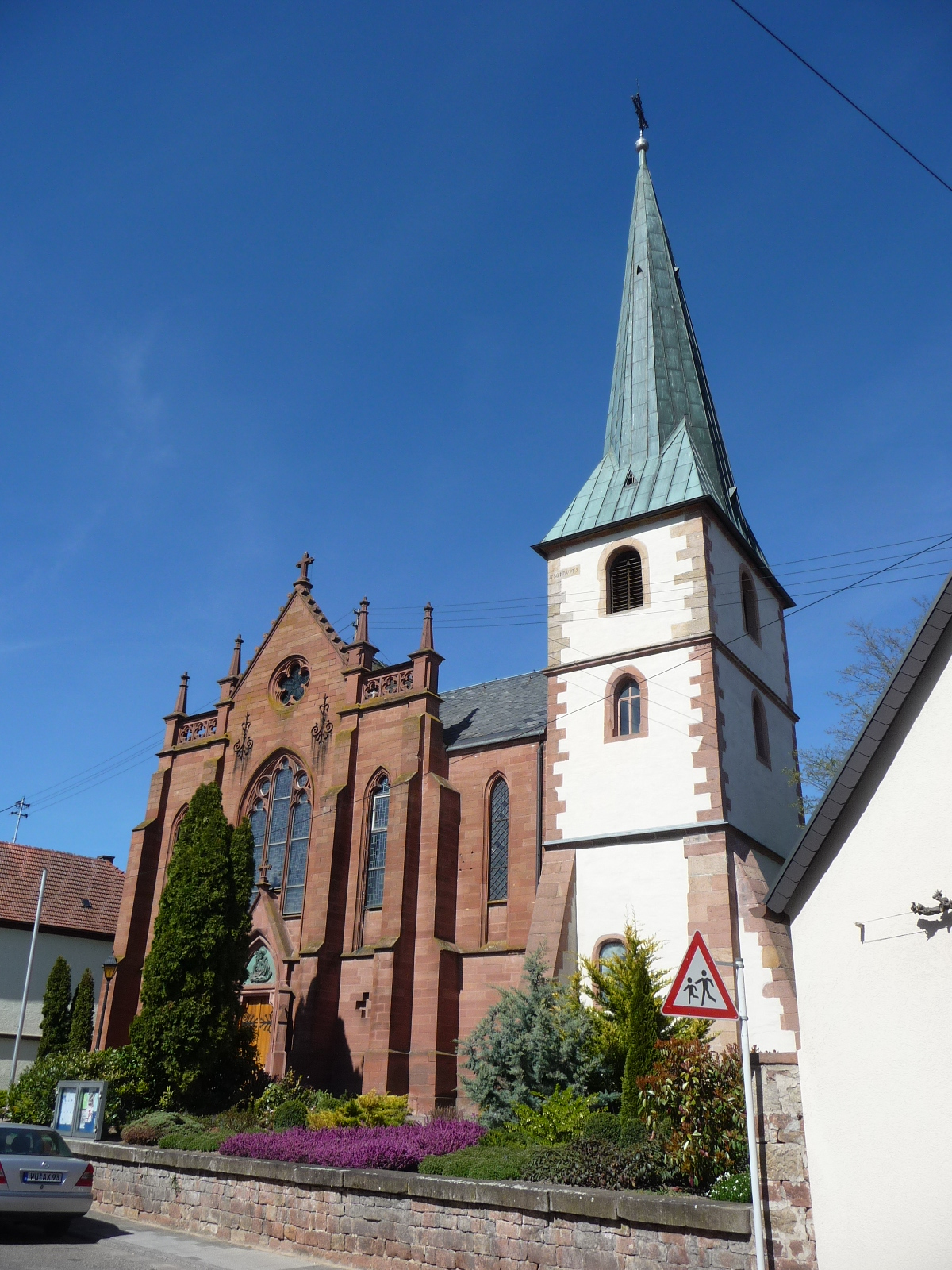
Katholische Kirche St. Michael
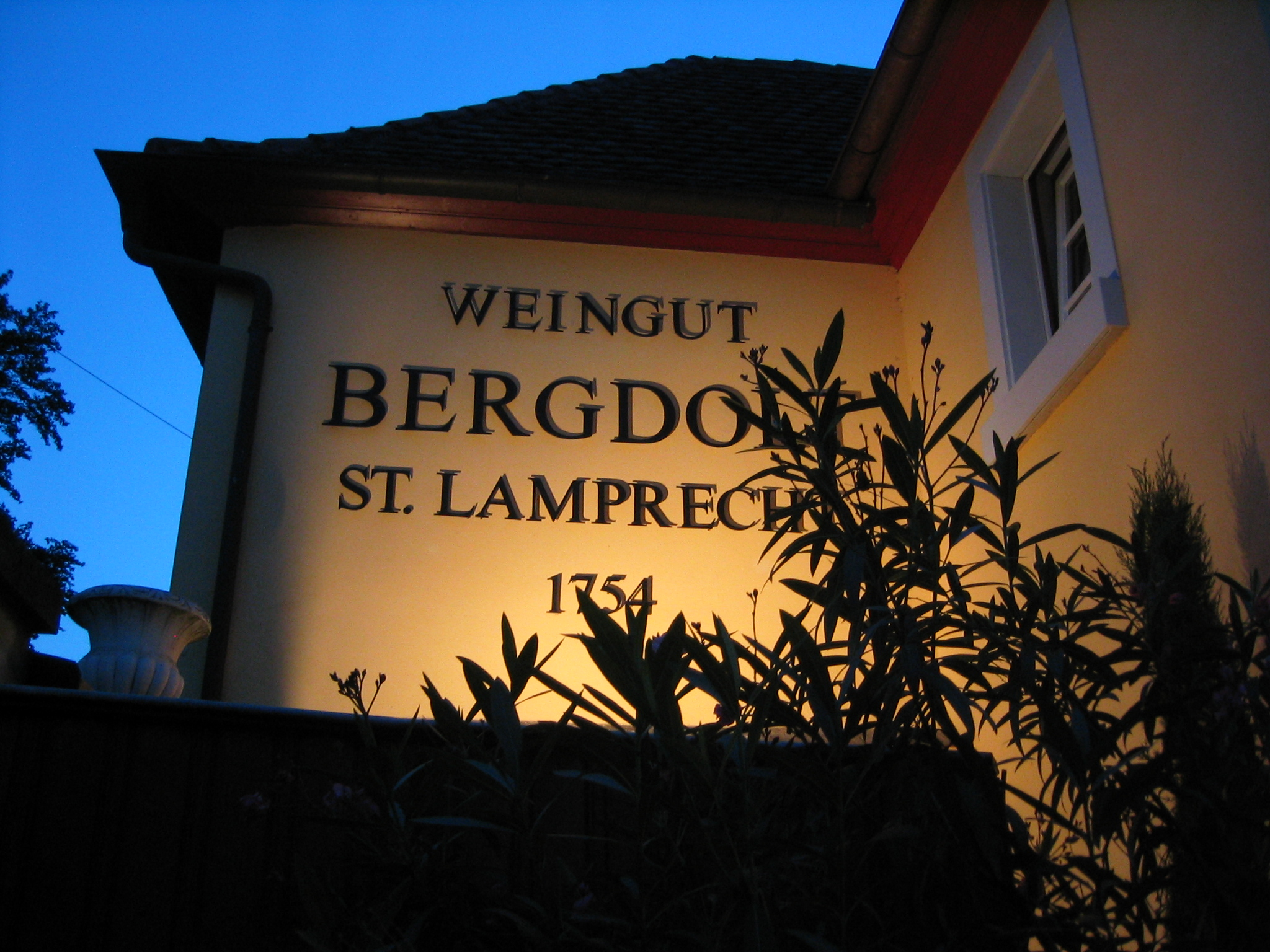
Früher Klostergut St. Lamprecht, heute Weingut
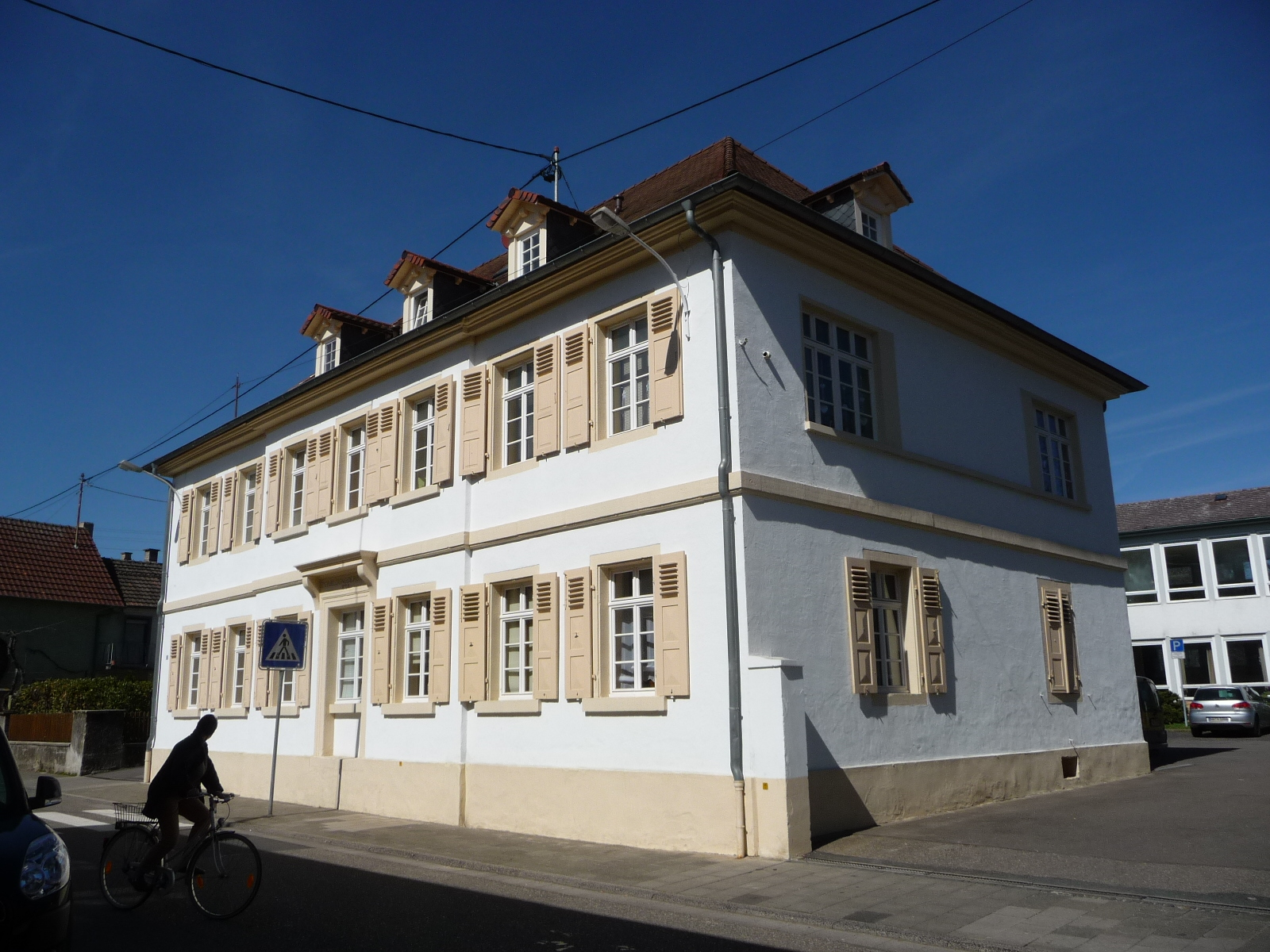
Ehemaliges Schulhaus, heute in Privatbesitz
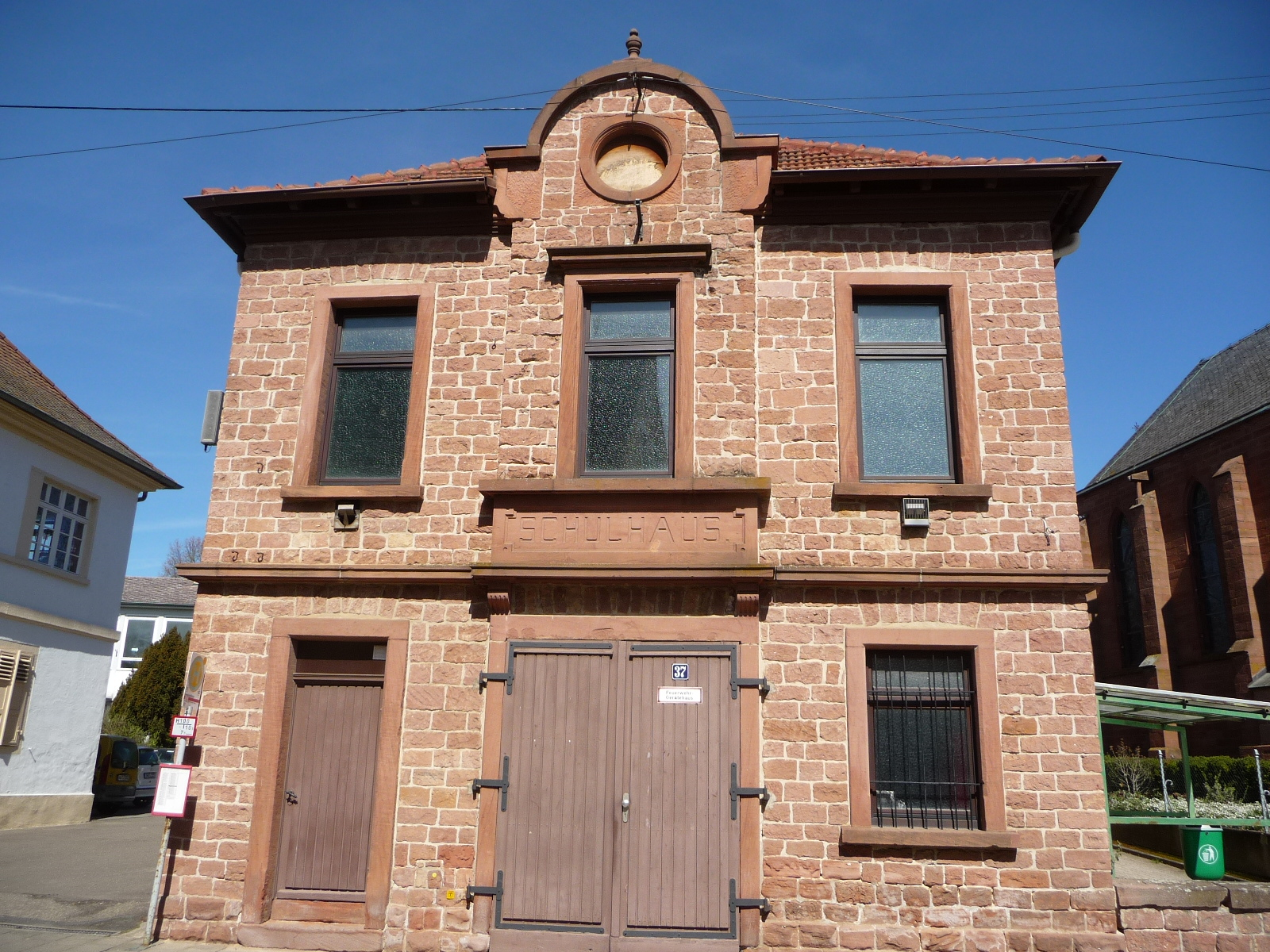
Feuerwehrhaus
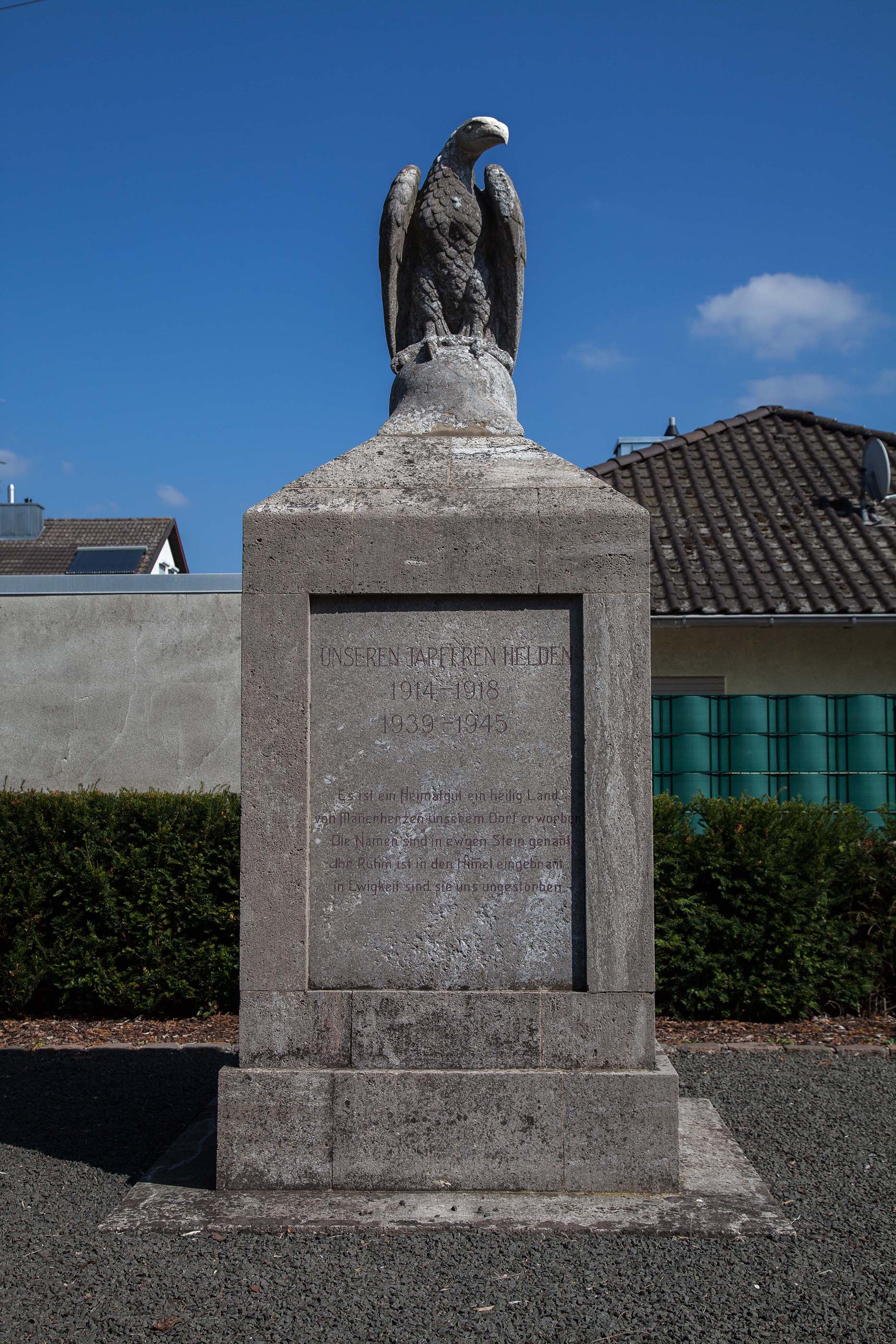
Kriegerdenkmal auf dem Friedhof
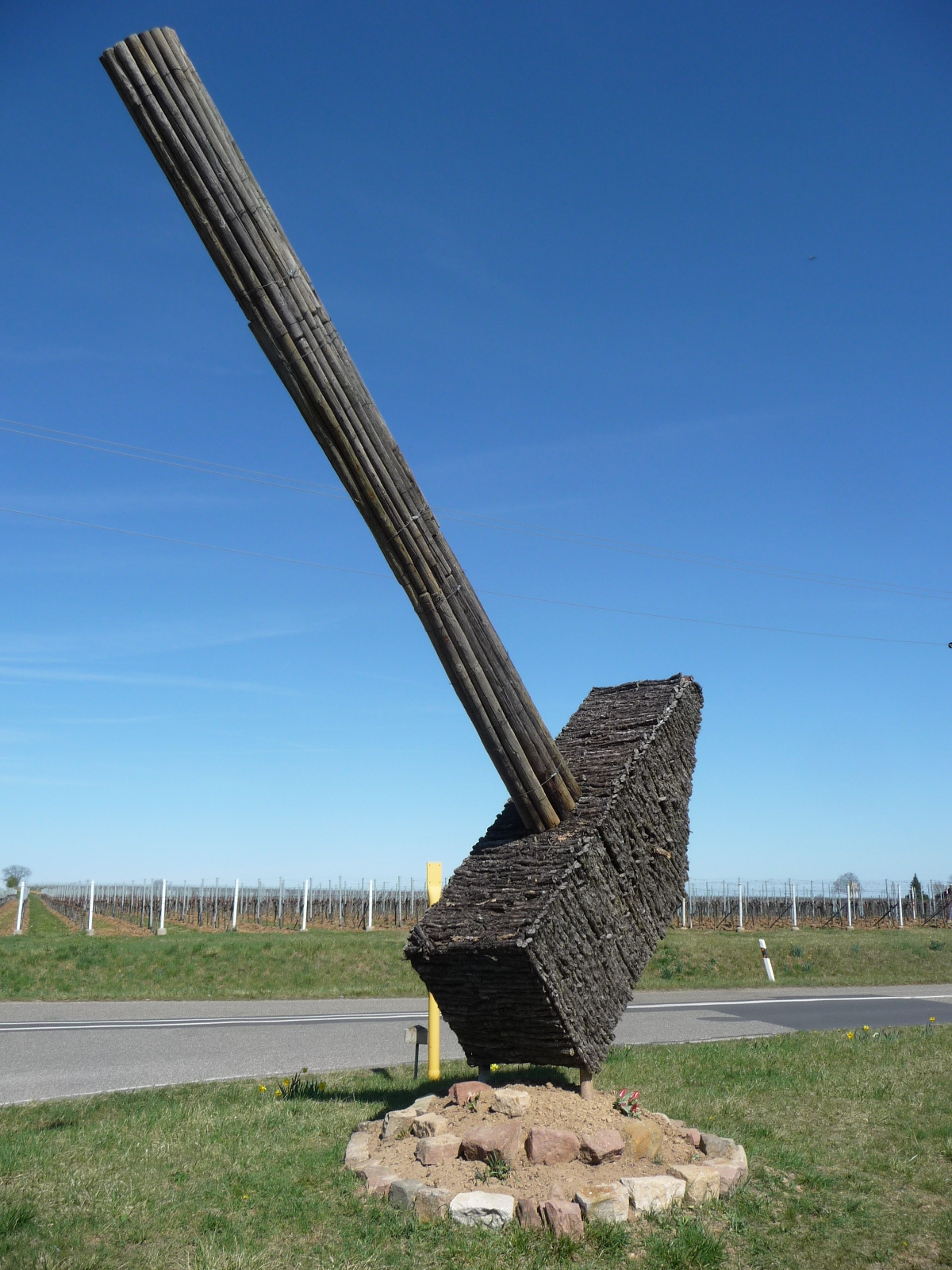
Skulptur „Hammer“ aus Rebknorzen
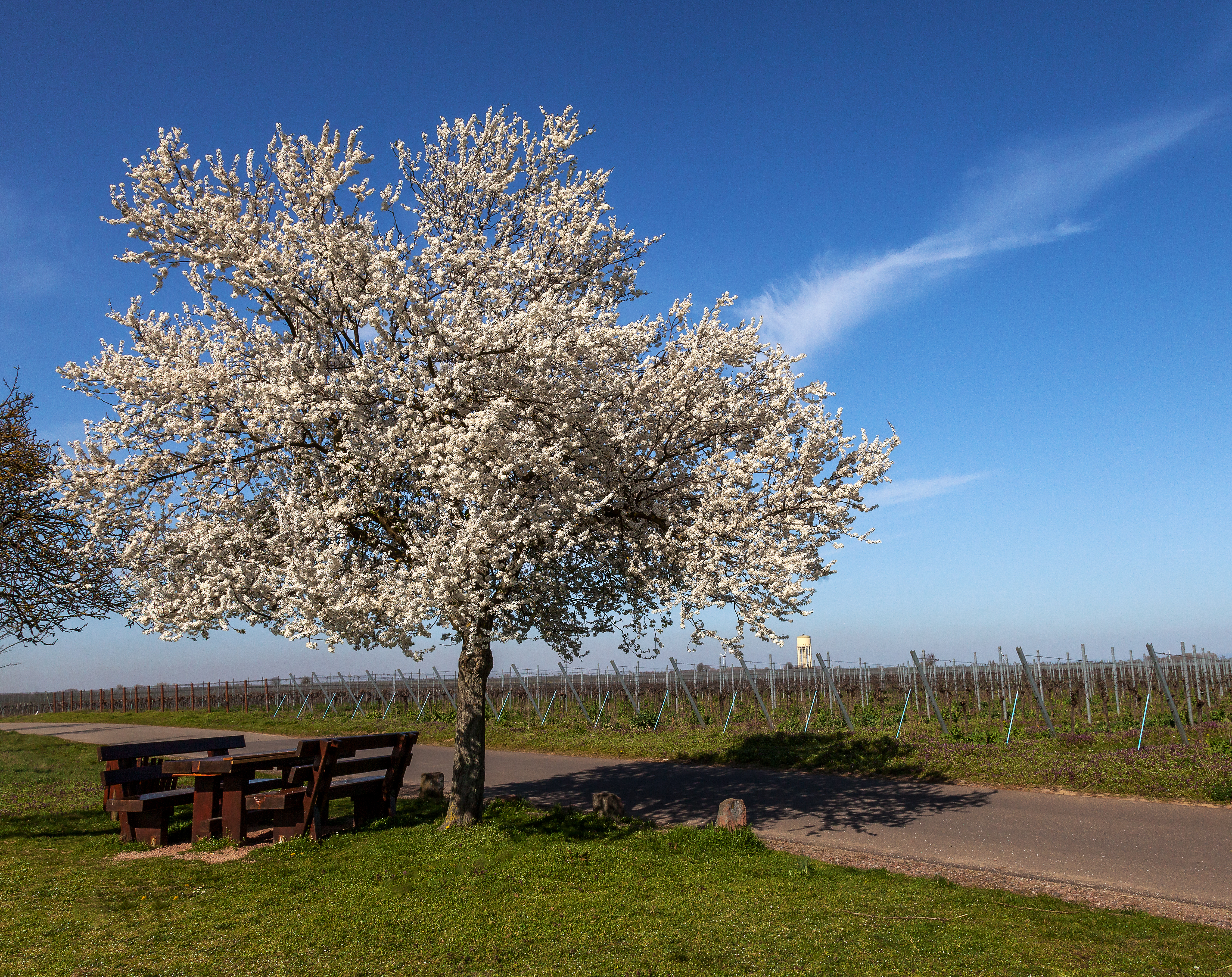
Baumblüte am Ortsrand
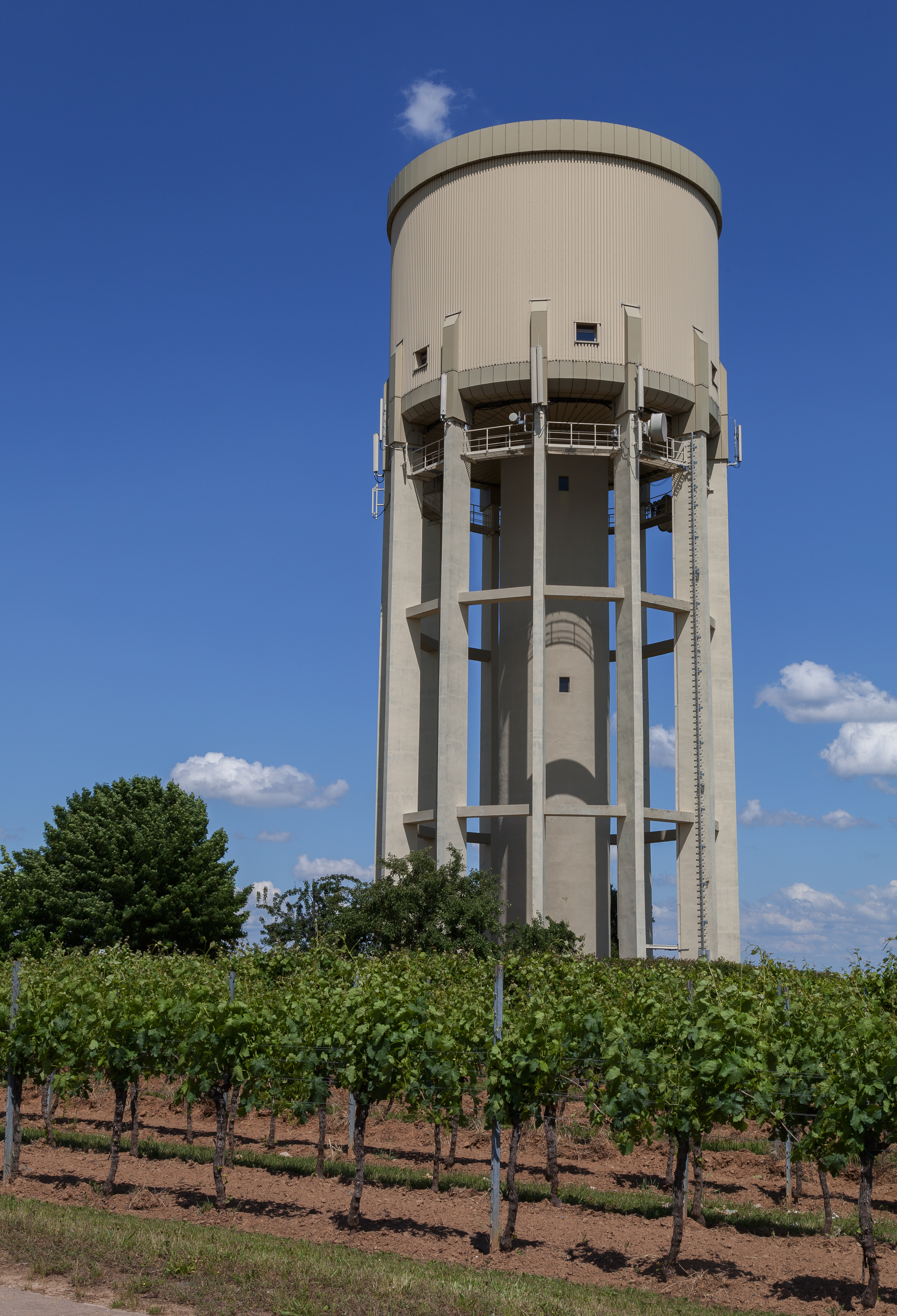
Wasserturm

## Wirtschaft und Infrastruktur

### Wirtschaft

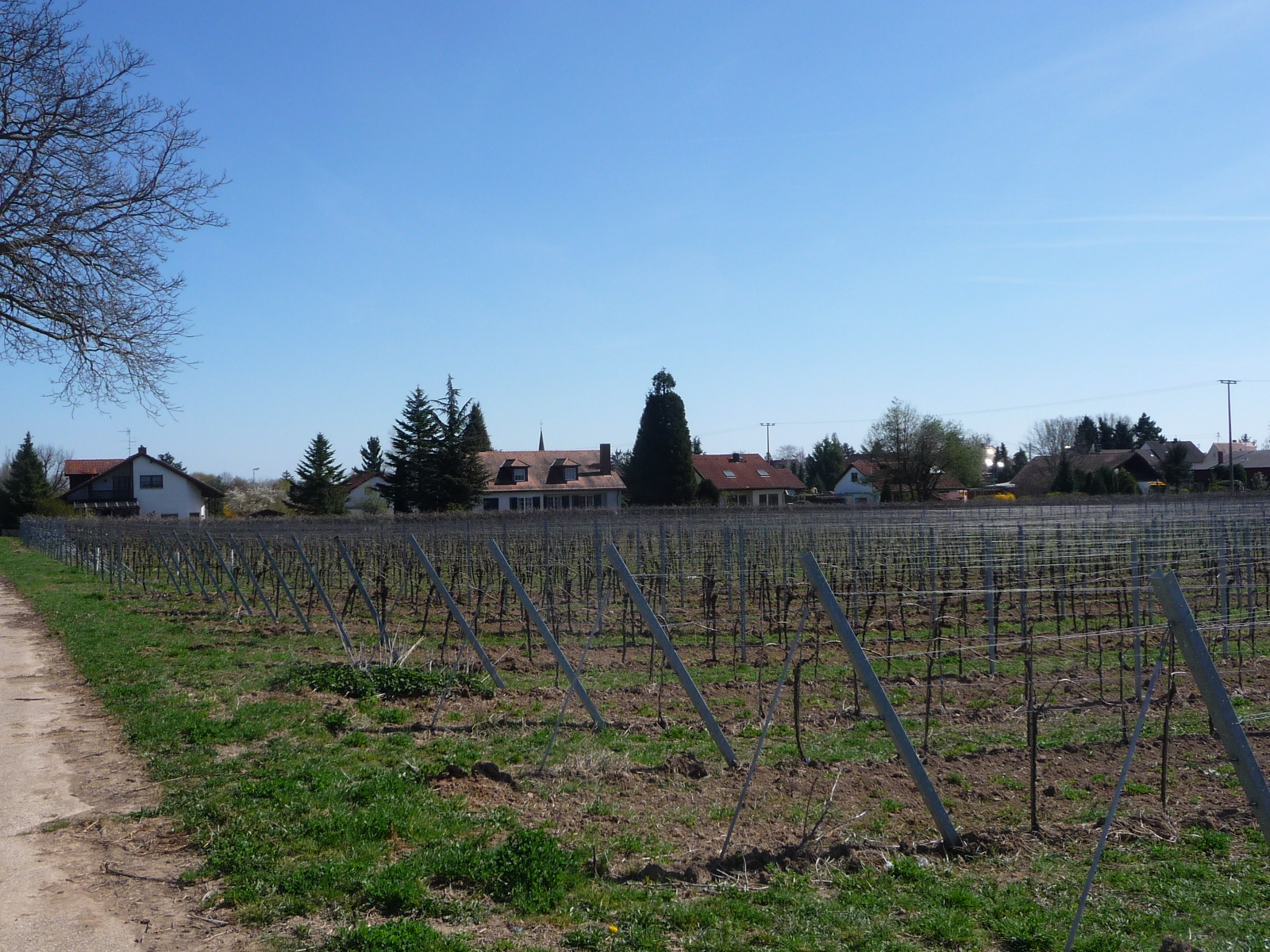
Weinberg in Duttweiler

Wein wird im Ort bereits seit über 1000 Jahren angebaut. An der Gesamtfläche Duttweilers von 420 Hektar haben die Rebflächen einen Anteil von etwa 200 Hektar. Sie werden bewirtschaftet von 15 haupterwerblichen Weinbaubetrieben. Auf der Gemarkung von Duttweiler befinden sich die Einzellagen Mandelberg (87,2 ha), Kreuzberg (109,5 ha) und Kalkberg (36,6 ha), die alle zur Großlage Pfaffengrund im Bereich Mittelhaardt/Deutsche Weinstraße gehören. Das Weingut Bergdolt gehört seit 1992 dem Verband Deutscher Prädikatsweingüter (VDP) an. In der Gemarkung Benzenloch befindet sich außerdem ein Wasserwerk, das der Gemeinde Haßloch gehört.

### Verkehr
Schiene
Duttweiler besaß ab 1908 an seinem nördlichen Ortsrand einen Bahnhof an der Lokalbahn Speyer–Neustadt, die 1956 stillgelegt und später durch eine Buslinie ersetzt wurde. Nächstgelegene Bahnhöfe sind der Neustadter Hauptbahnhof (7 km, Bahnstrecke Mannheim–Saarbrücken) und der Bahnhof Maikammer-Kirrweiler (5 km, Bahnstrecke Neustadt–Wissembourg).
Straße
Mitten durch das Siedlungsgebiet verläuft in West-Ost-Richtung die Kreisstraße 22. Die westlich vorbeiführende Autobahn 65 (Ludwigshafen–Karlsruhe) ist über zwei Anschlüsse erreichbar: 13 Neustadt-Süd (5 km) und 14 Edenkoben (7 km). 2 km nördlich von Duttweiler verläuft von West nach Ost die Bundesstraße 39, die Neustadt und Speyer verbindet und gegen Ende des 20. Jahrhunderts als Umgehung der Anliegergemeinden ausgebaut wurde. Die Buslinie 507 des Verkehrsverbundes Rhein-Neckar, die sich am Verlauf der früheren Lokalbahn orientiert, verbindet die Ortschaft mit der Neustadter Kernstadt sowie mit Speyer.

### Tourismus
Durch Duttweiler verläuft der Kraut-und-Rüben-Radweg.

### Öffentliche Einrichtungen
Das Freibad wurde 1936 eröffnet und wird seit 1993 von einem Förderverein betrieben.

### Regelmäßige Veranstaltungen
Seit 1946 wird jährlich das Weinfest der Freundschaft gefeiert und eine Weinprinzessin gekürt.

## Persönlichkeiten

### Söhne und Töchter des Ortes
- Friedrich Karl Bossert (1889–1949), Politiker (DNVP, NSDAP)[16]

### Personen, die vor Ort gewirkt haben
- Gerhard Vigener (* 1946), Rechtswissenschaftler und Politiker (CDU), wohnt vor Ort.